# Festival international du film de Mar del Plata
Le Festival international du film de Mar del Plata (espagnol : Festival Internacional de Cine de Mar del Plata) est un festival de cinéma créé en 1954 à Mar del Plata en Argentine.

## Histoire

### Prix décernés

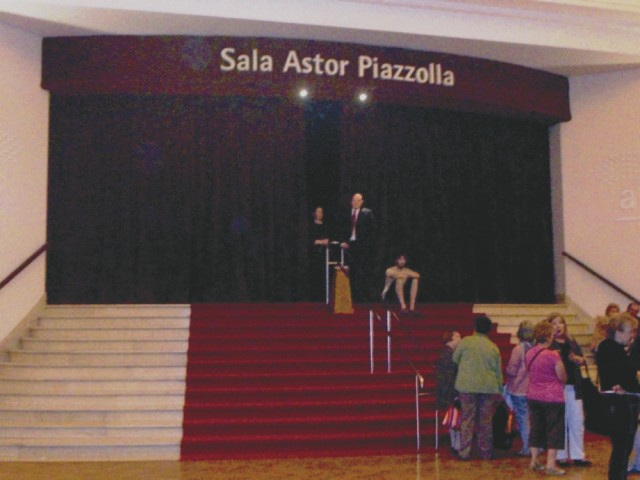
Le cinéma principal du festival Astor Piazzolla

À l'origine, les prix décernés s’appelaient prix Ombú en référence à l'arbre typique de la Pampa. En 2014, ils sont renommés Astor en hommage au compositeur argentin Astor Piazzolla. 
Pour la compétition internationale, le festival récompense le meilleur film (Astor d'or), le meilleur réalisateur, le meilleur scénariste, la meilleure actrice, le meilleur acteur (Astors d'argent), et décerne un prix spécial du jury et un prix du public.
En 2007, le 22e festival introduit une nouvelle compétition dédiée aux réalisateurs latino-américains qui remet le prix Ernesto Che Guevara au meilleur film latino-américain.

## Palmarès

### Astor d'or du meilleur film
- 1954 : pas de prix décerné
- 1959 : Les Fraises sauvages (Smultronstället) de Ingmar Bergman et Eva veut dormir (Ewa chce spać) de Tadeusz Chmielewski - ex æquo
- 1960 : Le Pont (Die Brücke) de Bernhard Wicki
- 1961 : Samedi soir, dimanche matin (Saturday night and sunday morning) de Karel Reisz
- 1962 : Les Jours comptés (I Giorni contati) d'Elio Petri
- 1963 : Angyalok földje de György Révész
- 1964 : Les Camarades (I Compagni) de Mario Monicelli
- 1965 : Les Deux Rivales (Gli Indifferenti) de Francesco Maselli
- 1966 : At' žije Republika de Karel Kachyňa
- 1967 : pas de festival
- 1968 : Bonnie and Clyde d'Arthur Penn
- 1969 : pas de festival
- 1970 : Macunaïma de Joaquim Pedro de Andrade
- 1971-1995 : pas de festival
- 1996 : Le Chien du jardinier (El perro del hortelano)  de Pilar Miró
- 1997 : La Leçon de tango (The Tango Lesson)  de Sally Potter
- 1998 : The Cloud and the Rising Sun (Abr-O Aftaab)  de Mahmoud Kalari
- 1999 : Les Noces de Dieu (As Bodas de Deus)  de João César Monteiro
- 2000 : pas de festival
- 2001 : C'est moi, le voleur (To ja, złodziej) de Jacek Bromski
- 2002 : Bolívar, Soy Yo de Jorge Alí Triana
- 2003 : Separações de Domingos de Oliveira
- 2004 : Buena vida (Delivery) de Leonardo Di Cesare
- 2005 : Le Grand Voyage de Ismaël Ferroukhi
- 2006 : News from Afar de Ricardo Benet
- 2007 : Ficció de Cesc Gay
- 2008 : Still Walking de Hirokazu Kore-eda
- 2009 : Cinq Jours sans Nora (Cinco días sin Nora) de Mariana Chenillo
- 2010 : Essential Killing de Jerzy Skolimowski
- 2011 : Trois Sœurs (Abrir puertas y ventanas) de Milagros Mumenthaler
- 2012 : Au-delà des collines (După dealuri) de Cristian Mungiu
- 2013 : Rêves d'or (La jaula de oro) de Diego Quemada-Díez
- 2014 : Come to my Voice de Hüseyin Karabey
- 2015 : L'Étreinte du serpent de Ciro Guerra
- 2016 : People That Are Not Me de Hadas Ben Aroya
- 2017 : Wajib de Annemarie Jacir
- 2018 : Entre dos aguas de Isaki Lacuesta
- 2019 : Viendra le feu (O que arde) de Oliver Laxe
- 2020 : El año del descubrimiento de Luis López Carrasco
- 2021 : Hit the Road de Panah Panahi
- 2022 : Saudade fez morada aqui dentro de Haroldo Borges
- 2023 : Kinra de Marco Panatonic
- 2024 : Au bord du monde de Guérin Van de Vorst et Sophie Muselle (d)